# Castro-Urdiales
Castro-Urdiales é um município da Espanha na comarca da Costa Oriental, província e comunidade autónoma da Cantábria. Tem 96,7 km² de área e em 2021 tinha 32 975 habitantes (densidade: 341 hab./km²).

## Demografia
| Variação demográfica do município entre 1991 e 2004 [carece de fontes?] | Variação demográfica do município entre 1991 e 2004 [carece de fontes?] | Variação demográfica do município entre 1991 e 2004 [carece de fontes?] | Variação demográfica do município entre 1991 e 2004 [carece de fontes?] |
| ----------------------------------------------------------------------- | ----------------------------------------------------------------------- | ----------------------------------------------------------------------- | ----------------------------------------------------------------------- |
| 1991                                                                    | 1996                                                                    | 2001                                                                    | 2004                                                                    |
| 13376                                                                   | 15167                                                                   | 21081                                                                   | 25388                                                                   |